# جورج هاربر (لاعب كرة قاعدة)
جورج هاربر (بالإنجليزية: George Harper)‏ هو لاعب كرة قاعدة أمريكي، ولد في 17 أغسطس 1866 في ميلواكي في الولايات المتحدة، وتوفي في 11 ديسمبر 1931 في ستوكتون في الولايات المتحدة.

## وصلات خارجية
- جورج هاربر على موقعبيزبول رفرنس.كوم (الدوري الرئيسي) (الإنجليزية)
- جورج هاربر على موقعبيزبول رفرنس.كوم (الدوري الثانوي) (الإنجليزية)